# Ardisia riomonteana
Ardisia riomonteana är en viveväxtart som beskrevs av C.L. Lundell. Ardisia riomonteana ingår i släktet Ardisia och familjen viveväxter. Inga underarter finns listade i Catalogue of Life.